# Luis Zapata de Chaves
Luis Zapata de Chaves (Llerena, Badajoz, 1526 - Valladolid, 1595) fue un escritor español.

## Biografía

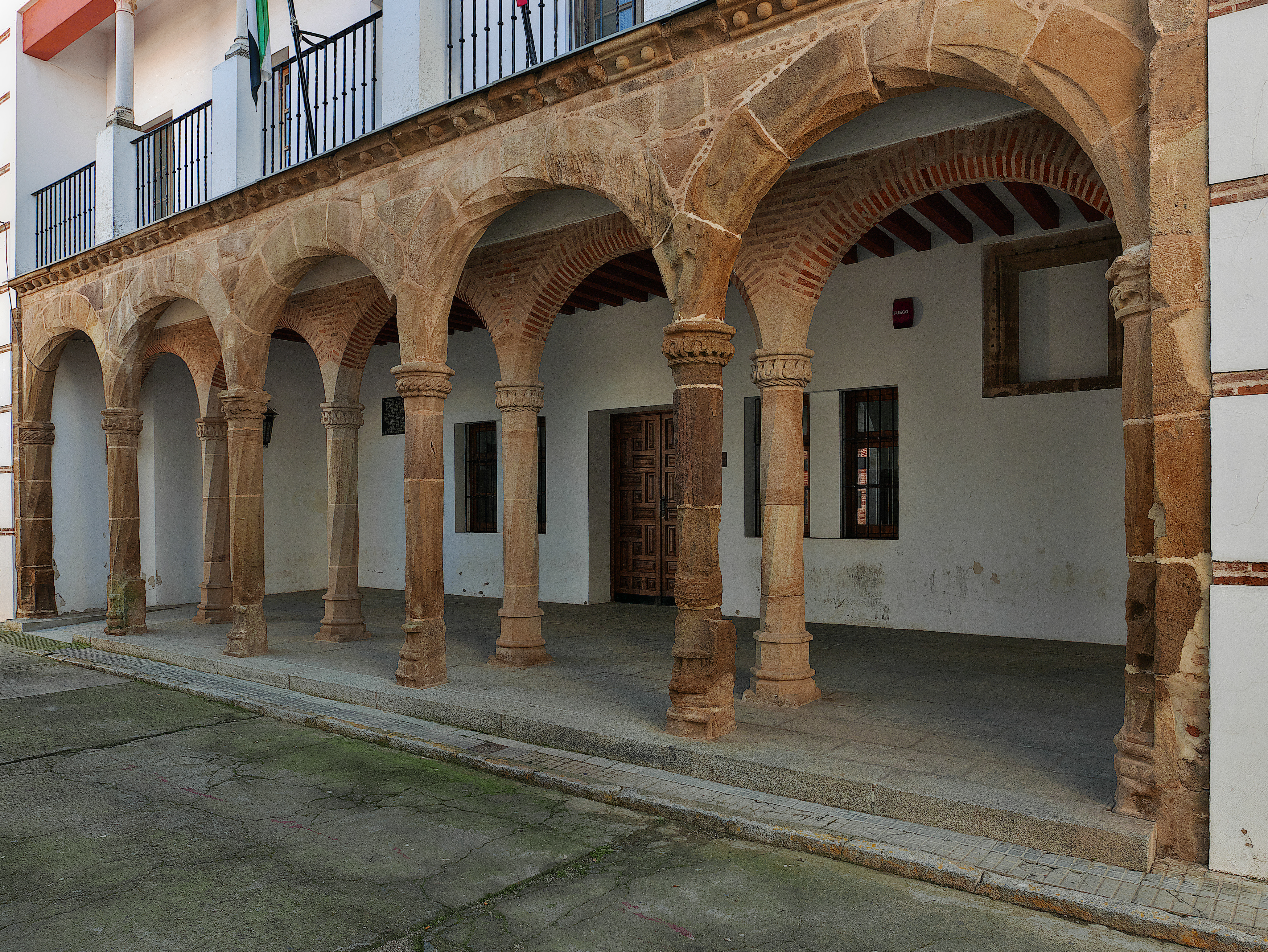
Palacio de los Zapata (Llerena)

Extremeño, de noble familia (era hijo de Francisco Zapata, comendador de la Orden de Santiago y mayordomo del emperador, y María de Portocarrero, hija del segundo conde de Medellín) fue señor de Çehel. Vivió en la corte desde los nueve años como paje de la emperatriz Isabel. Se educó con Bernabé Busto, fervoroso erasmista. En 1539 fue nombrado paje del príncipe Felipe II y Carlos V le concede el hábito de Santiago, lo que le obliga a pasar dos años en el Convento de Uclés; ya profeso en la Orden se le concede una renta anual de 12.000 maravedís. Fue gran espadachín y cortesano, muy sujeto al canon de Baltasar de Castiglione, aunque hubo de pasar grandes sufrimientos por su célebre obesidad, que quiso aminorar con toda suerte de sacrificios y privaciones:
Yo temí la gordura tanto en mi juventud, viendo los inconvenientes dichos, que hice al reparo remedios grandísimos. No cené en más de diez años, sino comía al día una sola vez; nunca bebí antes ni después vino, con lo que se engorda mucho; no comí en grandísimo tiempo cocido; anduve algún tiempo vendado el cuerpo, dormí algunas noches con grebas para enflaquecer las piernas; vestía y calzaba tan justo que era menester descoser a la noche las calzas para quitármelas (porque a la noche a todo hombre se le engrüesan las piernas) y cuando había sarao y danzas con las damas a la noche en Palacio, porque la cama enflaquece las piernas, me acaeció muchas veces para llevar delgadas estarme en la cama todo el día, con lo que al fin salí, gracias a Dios, con mi intento, ni yo llegara hoy a sesenta y seis años con salud, si la templanza no fuera en mí ayuda y remedio.
En 1546 Carlos V le concedió la Alcaldía de la Puerta de la Reina en su ciudad natal con una renta de veinte mil maravedís y doscientas fanegas de trigo. Figuró en el viaje de Felipe II en 1549 a Flandes, Italia y Alemania, viaje del que siempre guardó un grato recuerdo, y justó invicto en el torneo de Biche (quizá La Biche, en Francia) bajo el mote de Gavarte de Valtemoroso. 
Fue caballero de la Orden de Santiago, y se casó dos veces, la primera con su prima Leonor de Portocarrero, que murió en 1558 de sobreparto, dejándole a su único hijo y heredero, Francisco; después de la segunda, en 1562, con Leonor de Ribera, hija de Ruy López de Ribera y de Catalina de Castilla, familia también del propio don Luis y descendientes ambos del adelantado mayor de Andalucía, a causa de su infidelidad conyugal, o por motivos más oscuros, la Orden de Santiago le impuso el castigo de privación del emblema de la Orden y estuvo preso desde 1566 casi veinte años en duras condiciones que con el tiempo fueron dulcificándose, de forma que pasó del castillo de Segura de la Sierra a Hornachos (1569) y de allí a Valencia de las Torres, cerca de su mujer (que fallecerá en 1570) y su hijo, que estaban en Llerena. Libre ya, en su casa de Llerena, "La mejor casa de caballero de toda España", y en su castillo de Valencia del Ventoso, se dedicó a escribir su famosa Miscelánea. En los intervalos se dedicó a su deporte favorito, la cetrería, en el que llegó a ser un consumado experto y sobre cuya materia compuso un Libro de cetrería en verso. También se vio envuelto en pleitos, incluso con su propio hijo, por las cesiones de sus propiedades en Granada, entre los años 1584 a 1595 y se dedicó a viajar por la península: Toledo, Talavera de la Reina, Granada y Lisboa, donde publicó su traducción en endecasílabos blancos (no en octava rima como dice Víctor Infantes) del Arte poética de Quinto Horacio Flaco. Murió hacia 1595, después de haber sido regidor de Mérida.

## Obra
Hacia 1592 se data (el mismo año salía en Lisboa una traducción suya de la Arte Poética de Horacio dedicada al Conde de Chinchón) su Miscelánea. Silva de casos curiosos, cuyo manuscrito conserva la Biblioteca Nacional de España (aunque el título más adecuado es Varia historia, recogido, aunque no como tal, en la propia obra), copiosa colección de dichos y escenas de la vida política, literaria, social de su tiempo: anécdotas, dichos graciosos, supersticiones, milagros, burlas, motes, duelos, actos caballerescos, costumbres, agudezas, conflictos, etc. que a veces apoya con su testimonio personal. En suma, cuanto en su larga y cortesana vida había visto u oído que tuviera algo de gracia o interés. El libro está escrito desaliñadamente y aprisa, por lo que gana en espontaneidad e interés. En opinión del polígrafo y erudito Menéndez Pelayo, es uno de los libros más varios y entretenidos que darse pueden, repertorio inagotable de dichos y anécdotas de españoles famosos del siglo XVI.
También compuso un ambicioso poema épico, El Carlo famoso (Valencia, 1566), una extensa crónica en verso (abarca 20.000 versos distribuidos en 50 cantos) sobre la historia de Carlos V desde 1522 hasta su muerte, en cuya redacción empleó trece años. Tiene interés histórico, ya que sigue fielmente la verdad, pero carece de emoción literaria, salvo algunos fragmentos sueltos (episodios burlescos, como una guerra entre gatos y ratones, etcétera). Cuenta con algunas leyendas intercaladas, como la de la Torre de Hércules de La Coruña, fábulas mitológicas, visiones, historias genealógicas, écfrasis de cuadros, etc. Algunas veces intervienen personajes abstractos o alegóricos, como la Envidia, y hay algunos excursus hacia conquistas pasadas o hechos como la conquista de México y Perú. La desmesurada extensión y esta heterogeneidad hacen que flaquee por falta de unidad, y por otra parte la pretensión cronística y su fidelidad cronológica, que es cierta, contrasta violentamente con los elementos fantásticos que también aparecen, como el mago Torralva, que es observador de todos los sucesos que se cuentan porque sobrevuela los campos de batalla a lomos de un caballo aéreo. Interés anecdótico tiene su Libro de cetrería en verso, actividad a la que era extraordinariamente aficionado y que dejó manuscrito; de él han subsistido tres copias.